# La Maison française (université Columbia)
Pour les articles homonymes, voir La Maison française.

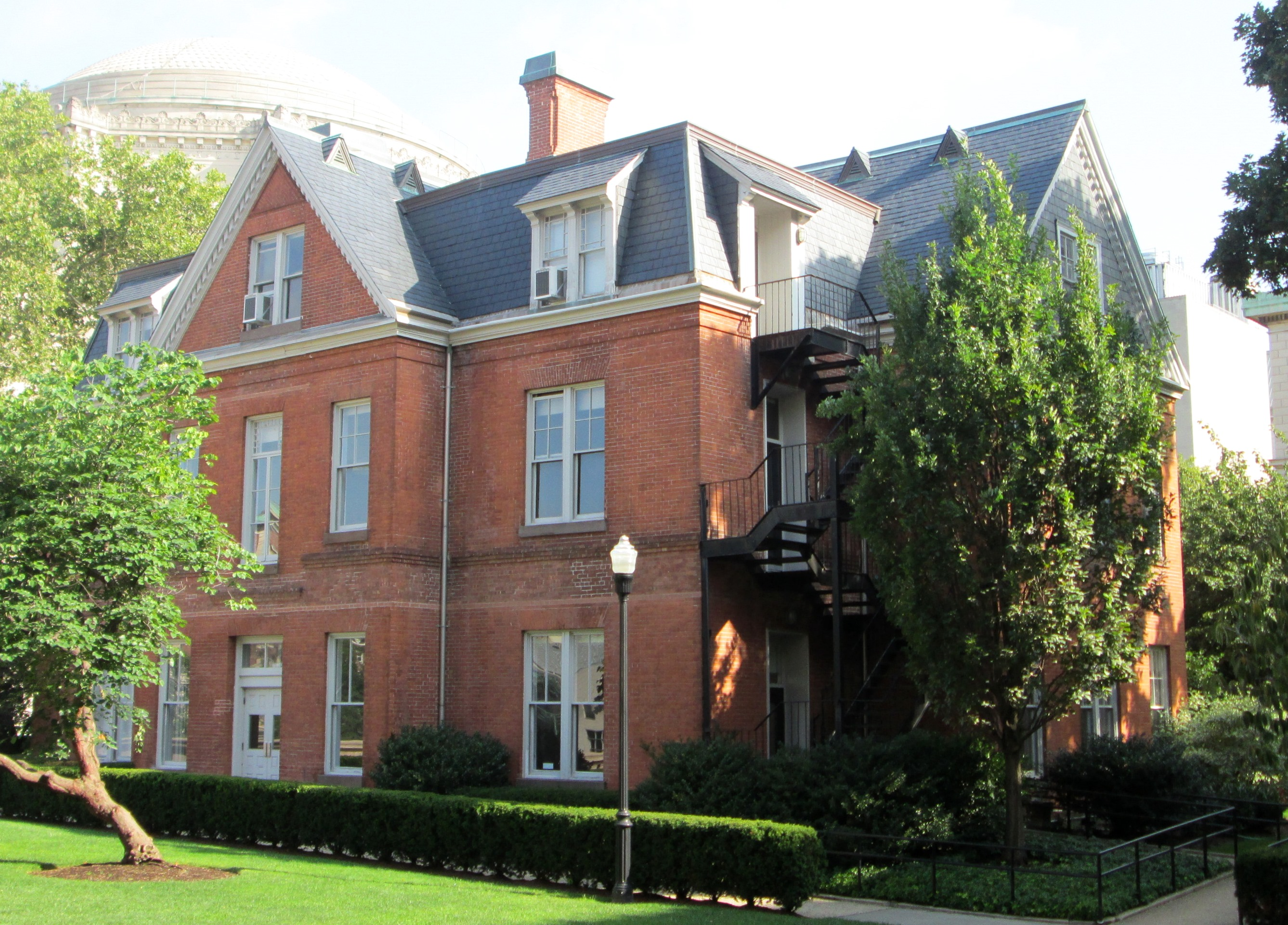
Buell Hall, le bâtiment accueillant la Maison française.

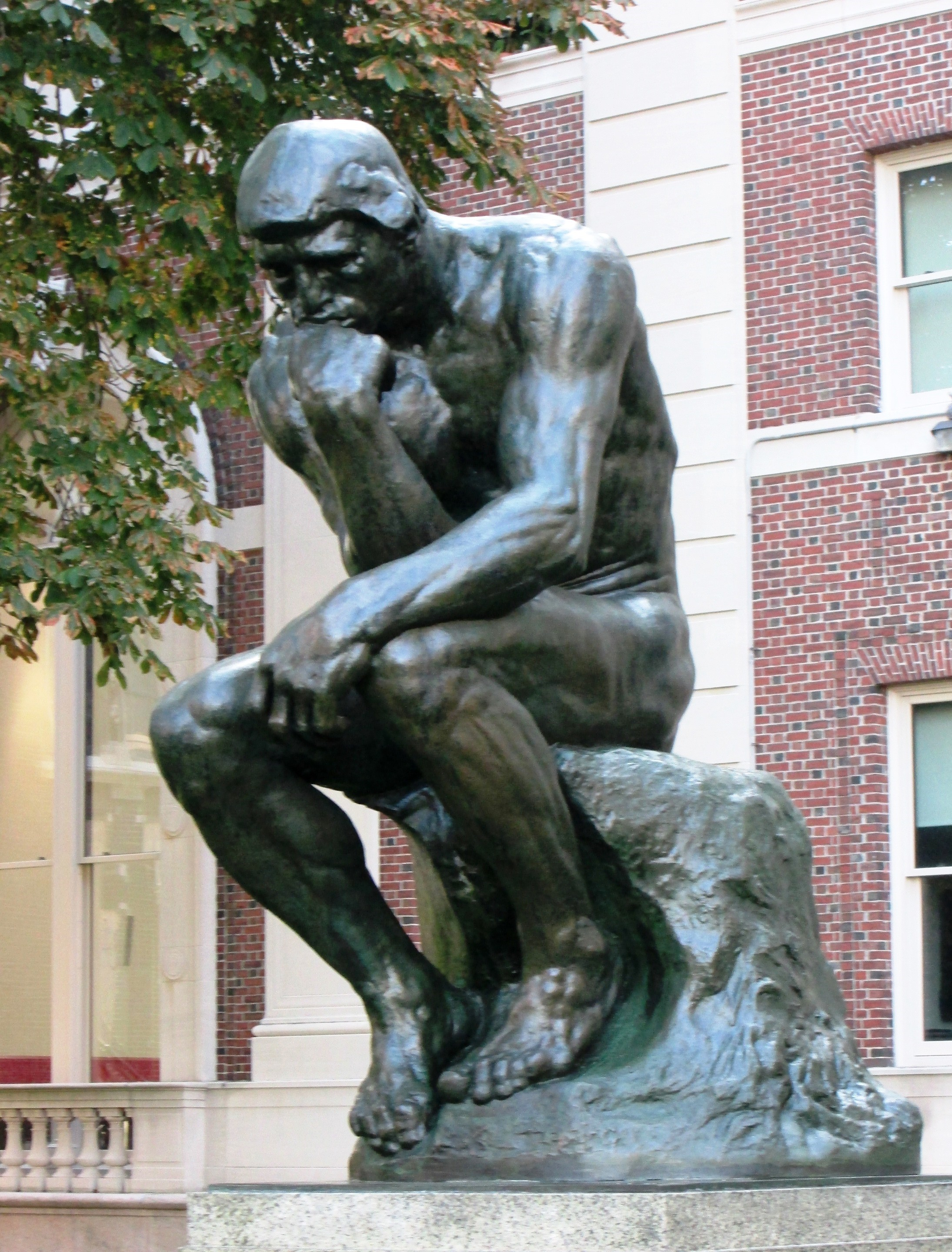
Copie du Penseur de Rodin, sculpteur français, à proximité de la Maison française.

La Maison française est un centre de la langue et de la culture française installé à l'université Columbia à New York depuis 1913.

## Histoire
Première Maison française installée sur un campus américain, elle a été créée en vue d’offrir une ouverture internationale aux étudiants et de promouvoir le français, la culture et les études françaises aux États-Unis. Elle constituait également une ressource permettant de répondre au souhait de l’élite française de renforcer les liens entre les deux pays.
Sa création intervient à la veille de la Première Guerre mondiale, dans un contexte de tensions croissantes entre l'Allemagne et la France : l'Allemagne vient de créer un établissement similaire un an plus tôt, et les États-Unis sont alors plutôt germanophiles, donc la France cherche à raviver son amitié avec les États-Unis, pour obtenir leur entrée en guerre aux côtés des Alliés.